# Neil Grayston

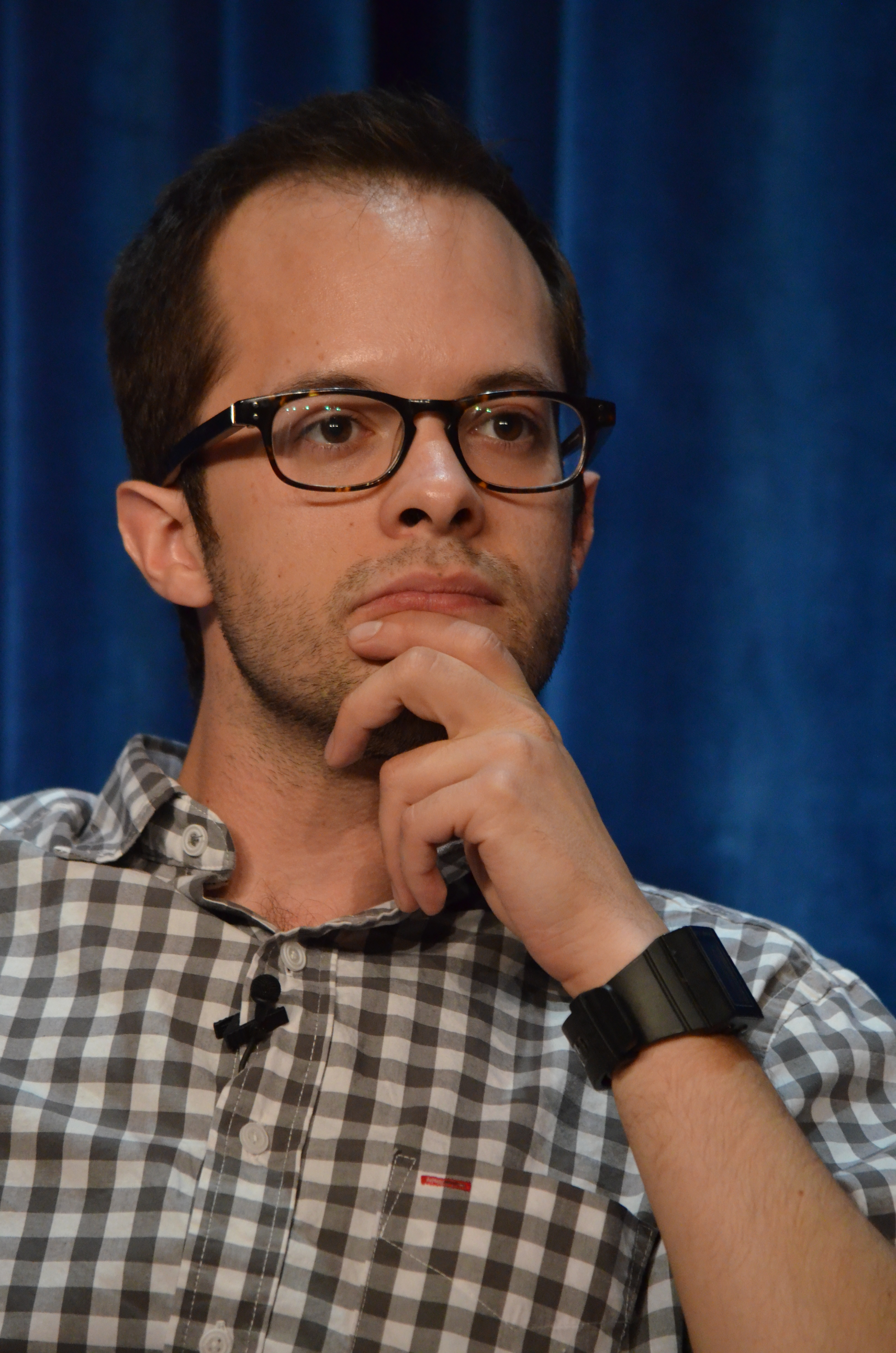
Neil Grayston (2012)

Neil Gordon Grayston (* 24. März 1981 in New Westminster, British Columbia) ist ein kanadischer Schauspieler, bekannt für seine Rolle als Douglas Fargo in der Fernsehserie Eureka – Die geheime Stadt.

## Leben
Neil Grayston begann im Jahre 2000 seine Karriere als Schauspieler als Nebendarsteller in einer Episode der Fernsehserie Da Vinci’s Inquest. Danach war Grayston in kleinen Rollen in verschiedenen Produktionen zu sehen, so unter anderem 2002 in einer Episode von Smallville. In den Jahren 2001 bis 2002 hatte er eine wiederkehrende Rolle in der Serie Edgemont, 2004 trat Neil Grayston in acht Episoden von Wonderfalls in Erscheinung. Daran anschließend folgten weitere kleine Auftritte, bis er 2005 die Rolle des Martin in der Serie Godiva’s übernahm, die Serie kam auf 19 Folgen in zwei Staffeln.
Zumeist ist Grayston in Fernsehserien zu sehen, vereinzelt hat er jedoch auch Auftritte in Filmen wie Earthsea – Die Saga von Erdsee. Grayston gehörte von 2006 bis 2012 als Douglas Fargo zur Stammbesetzung der Sci-Fi-Fernsehserie Eureka – Die geheime Stadt. Diese Rolle spielte er auch in zwei Folgen der Schwester-Serie Warehouse 13.

## Filmografie (Auswahl)
- 2000: Da Vinci’s Inquest (Folge 3x06)
- 2001: UC: Undercover (Folge 1x03)
- 2001–2002: Edgemont (9 Folgen)
- 2002: The Water Game (Film)
- 2002: Jeremiah – Krieger des Donners (Jeremiah, Folge 1x04)
- 2002: Smallville (Folge 2x06)
- 2004: Dead Like Me – So gut wie tot (Dead Like Me, Folge 2x04)
- 2004: Earthsea – Die Saga von Erdsee (Legend of Earthsea, Fernsehfilm)
- 2004: Wonderfalls (8 Folgen)
- 2005: Dead Zone (Folge 4x08)
- 2005–2006: Godiva’s (alle Folgen)
- 2006–2012: Eureka – Die geheime Stadt (Eureka)
- 2007: Supernatural (Folge 2x15)
- 2010–2011: Warehouse 13 (Folge 2x05 und Folge 3x06)
- 2013: Die neue Prophezeiung der Maya (End of the World) (Fernsehfilm)
- 2013: Psych (Folge 7x10)
- 2013: Die neue Prophezeiung der Maya
- 2016: Marvel’s Daredevil (Fernsehserie, Episode 2x06)